# Васила (Аљаска)
Васила (енгл. Wasilla) град је у америчкој савезној држави Аљаска.

## Демографија
По попису из 2010. године број становника је 7.831, што је 2.362 (43,2%) становника више него 2000. године.
| Група             | 2000.         | 2010.         |
| Белци             | 4.586 (83,9%) | 6.368 (81,3%) |
| Афроамериканци    | 32 (0,6%)     | 106 (1,4%)    |
| Азијати           | 72 (1,3%)     | 167 (2,1%)    |
| Хиспаноамериканци | 201 (3,7%)    | 333 (4,3%)    |
| Укупно            | 5.469         | 7.831         |